# Limnes (Tessàlia)
Limnes o Limnea (en llatí Limnaea, en grec antic Λιμναία) era una ciutat de Tessàlia situada al nord del país en el districte d'Hestieòtide. Es trobava en direcció a la ciutat de Metròpolis, de la que no era gaire llunyana. Segons Titus Livi, els romana la van ocupar l'any 191 aC.